# Hive
Hive ("bikupa") är ett strategispel med fullständig information för 2 spelare med tema kring insekter. Spelet är konstruerat av John Yianni och publicerades 2001 av Gen Four Two. Spelarnas mål är att helt omringa motståndarens bidrottning samtidigt som man ska undvika att ens egen drottning blir omringad.
I spelet ska man både placera ut sina brickor och sedan även förflytta dem enligt olika regler, likt brädspelet schack. Spelet skiljer sig dock från en klassisk definition av brädspel eftersom det inte finns ett spelbräde utan brickorna placeras ut på ett plant underlag. Man behöver inte placera ut alla sina brickor och en bricka i spel kan aldrig bli utslagen eller lämna spelet på annat sätt.

## Utrustning
Hive spelas med 22 hexagonala stenar i bakelit med enfärgade motiv av olika insekter, 11 per spelare:
- 1 Bidrottning (gul)
- 2 Spindlar (brun)
- 2 Skalbaggar (lila)
- 3 Gräshoppor (grön)
- 3 Soldatmyror (blå)

Förutom ovanstående kan expansioner till spelet lägga till ytterligare stenar:
- 1 Mygga (grå)
- 1 Nyckelpiga (röd)
- 1 Gråsugga (cyan)

Tillsammans med spelet medföljer en påse att förvara brickorna i. Äldre versioner har en svart tygpåse med dragsnöre, nyare har en nylonpåse med dragkedja. Den senaste versionen har en orange tygpåse med dragsnöre. Spelet marknadsförs som att kunna tas med överallt eftersom Hive inte har ett bräde utan spelas på valfritt plant underlag.
2011 släppte utgivaren en "kol"-version av Hive med monokrom design, svarta insekter på vita brickor och vita insekter på svarta brickor. Brickor för expansionerna Mosquito ("Mygga") och Lady Bug ("Nyckelpiga") är inkluderade i detta set.
2012 släppte utgivaren en lågbudget "fick-version" av Hive, med mindre brickor i bakelit som också inkluderade expansionerna Mosquito och Lady Bug.
2013 släppte utgivaren expansionen Pill Bug ("Gråsugga").

## Spelprincip
Spelet börjar helt tomt utan några insekter i spel och med att båda spelarna har alla sina stenar ospelade vid sig. Varje tur kan en spelare antingen placera ut en ny insekt eller, om deras bidrottning har placerats ut, förflytta en insekt som redan är ute i spel enligt dess förflyttningsregler. En ny insekt som placeras ut måste angränsa till en av de egna insekterna och får inte angränsa till någon av motståndarens insekter. Det enda undantaget till denna regel är de två första stenarna i spel; den andra spelarens första sten som måste angränsa till första spelarens bricka för att vara förenligt med regeln om en sammanhängande bikupa. När brickan väl är placerad så kan den förflyttas till en ny position oavsett om den angränsar till motståndarens brickor.
Bidrottningen måste placeras ut under någon av de fyra första turerna för varje spelare. Innan bidrottningen har placerats får heller inga förflyttningar av insekter göras och det är därför en vanlig strategi spela bidrottningen innan man tvingas göra det på den fjärde turen. När så bidrottningen är placerad kan man som man vill placera ut nya insekter eller förflytta dem som är ute i spel. Med den växande bikupan (som spelområdet kallas) är det vanligt att insekter omfångas och det kan därför vara en bra taktik att vänta med att placera starkare insekter tills man har ett läge där de inte omedelbart blir instängda.

### Förflyttning

Exempel på hur en soldatmyra (den blå pricken) kan förflyttas om de ljusa rutorna är ockuperade av andra insekter.

Varje insektstyp kan förflytta sig på olika sätt och tyglas i grunden av hexagonformen på stenarna. En sten måste ligga så att en hel sida angränsar till åtminstone en hel sida av en annan sten. Spelet har inget bräde men man kan tänka säga att det spelas på en oändlig hexagonal tessellation.
En huvudregel i Hive är den om en sammanhängande bikupa, "en-kuperegeln". Genom hela spelets gång måste alla stenar i spel bilda en sammanhängande grupp och en sten får alltså aldrig förflyttas så att den, under sin förflyttning eller efteråt, orsakar att stenarna separeras i två grupper. Även om bikupan är obruten efter draget så är det alltså även ogiltigt om sammanhängningen bryts under själva förflyttningen. Denna regel kan nyttjas till att låsa motspelarens insekter genom att förflytta en av sina egna insekter till utsidan av motståndarens.
Med endast tre undantag förflyttas insekterna kring utkanten av de andra insekterna. En insekt kan inte flyttas in i en hexagonal ruta om den inte fysiskt får plats att flyttas in dit (hålen måste vara två rutor stora), "rörelsefrihetsregeln". De två undantagen nämns nedan:
- Bidrottningen är den med sämst förflyttningsförmåga; hon kan bara förflytta sig ett steg i taget. Drottningen kan dock precis som de andra brickorna användas för att låsa eller blockera motståndarens förflyttning.
- Skalbaggen kan likt drottningen bara förflytta sig ett steg i taget, men kan även klättra upp ovanpå angränsande insekter och förflytta sig ovanpå alla insekter, ett steg i taget. Insekten under skalbaggen kan inte förflytta sig. Med hänseende till utplacering av nya insekter så räknas rutan som att den har den övre skalbaggens färg, och inte den underliggande insektens. Skalbaggar kan klättra upp på andra skalbaggar även om de redan är ovanpå en annan insekt. En skalbagge ovan på en annan insekt kan klättra ner till alla kringliggande rutor.
- Spindeln kan gå exakt tre steg längs utkanten av de andra brickorna, varken kortare eller längre. Den har en ganska begränsad förflyttningsförmåga.
- Gräshoppan förflyttar sig, likt namnet antyder, genom att hoppa över andra pjäser. Den kan hoppa över en eller flera andra insekter, i alla sex riktningar där den har en sida (inte hörn) mot en motståndares bricka, och landar på den första lediga rutan på andra sidan. på detta sätt kan den snabbt förflytta sig till andra sidan spelplanen. Det är den enda pjäsen förutom skalbaggen som alltså kan ta sig in i hål.
- Soldatmyran kan likt bidrottningen och spindeln bara förflytta sig längs utkanten av de andra insekterna, men kan förflytta sig hur många eller få steg som helst. Detta gör det till en mycket kraftfull pjäs.

I den officiella online-versionen av spelet, om en spelare inte kan göra några giltiga drag, går turen över och den andra spelaren får förflytta sig två gånger (eller fler) efter varandra.

### Slutspelet
Spelet tar slut när någons spelares bidrottning blir omringad på alla sex sidor av insekter tillhörande någon av spelarna. Den spelare som har fått sin drottning omringad förlorar. Spelet slutar oavgjort om båda bidrottningarna blir helt omringade i samma drag, eller där båda spelarnas hela tiden bästa drag leder till en oändlig loop (denna situation benämns patt).

## Öppningsdrag
Det finns många olika möjliga öppningsstrategier, men det är främst två huvudformationer som är rekommenderade av spelets utgivare.
- Spindel - Bi - Soldatmyra (i en V-formation med spindeln längst fram): Detta är en flexibel öppning eftersom det tillåter biet maximal rörelseförmåga samtidigt som det snabbt introducerar den kraftfulla soldatmyran som kan förflyttas efter behov för att blockera eller stänga in. Skalbagge - Bi - Soldatmyra och Gräshoppa - Bi - Soldatmyra är vanliga variationer som ersätter den första spindeln med en bricka som kan röra sig trots att den är omringad och är därför mindre sannolik att bli låst under resten av spelet.
- Bi - Spindel - Spindel (i en V-formation med biet längst fram): Detta är ett aggressivt snabb-anfall som tillåter spelaren på snabbast möjliga öppning att förflytta sig (på det tredje draget om nödvändigt). Spindlarna kan snabbt blockera motståndarens öppningsbrickor. Dessutom ger öppningen den bästa möjligheten att tvinga fram ett oavgjort, eftersom bina är bredvid varandra, om motståndaren svarar med samma eller en liknande öppning. Av denna anledning är det förbjudet att placera biet först, eftersom denna öppning leder till en övervikt av oavgjorda matcher. Bi - Spindel - Soldatmyra är en vanlig variation med likheter i spelupplägg.

Andra öppningar som inkluderar Skalbagge eller Gräshoppa beror på hur bikupan utvecklar sig. En skalbagge eller gräshoppa kan få tillfälle att klättra eller hoppa ur sin ursprungliga position, där ett Bi, Spindel eller Soldatmyra skulle troligen vara fångade för resten av spelet i ett liknande läge.

## Utgivningar och Expansioner
2007 släpptes expansionen Mosquito som ger varje spelare en mygga som de kan lägga till i sin uppsättning insekter innan spelet börjar. Myggan fungerar som en sorts joker, som antar de egenskaper som insekterna den angränsar till har. Dess egenskaper kommer alltså variera genom spelet. Om en mygga exempelvis angränsar till en gräshoppa och en soldatmyra, så kan den antingen hoppa över andra insekter som gräshoppan eller förflytta sig längs utkanten som myran. Undantaget är om en fluga i egenskap som en skalbagge klättrar upp ovanpå de andra pjäserna; den behåller då egenskapen som skalbagge tills det att den klättrar ner igen.
2010 presenterades expansionen Lady Bug ("Nyckelpiga") vid SPIEL. Nyckelpigan rör sig exakt tre steg; varav två steg ovanpå andra brickor i bikupan, sedan ner. Den får inte förflytta sig runt kring utsidan av bikupan och får inte avsluta sitt drag ovanpå andra brickor. Expansionen släpptes tidigt 2011, först i elektroniska versioner av spelet till Iphone och på spelets hemsida, sedan som del av Hive Carbon Edition, och slutligen som en expansion till den tredje upplagan av backelit-brickorna.
I januari 2013 presenterades en möjlig expansionsbricka i form av Pill Bug ("Gråsugga"). Gråsuggan förflyttar sig på samma sätt som Bidrottningen men med specialförmågan att istället för att flytta sig kan den plocka upp en egen eller motståndares insekt. Den plockar då upp en angränsande bricka och placerar på en annan angränsande plats. Denna förmåga kan till exempel användas för att rädda en bidrottning från en nära förestående omringning. Gråsuggan får inte förflytta en bricka som motståndaren precis lagt eller förflyttat föregående tur. Myggan kan efterhärma både förflyttning och specialförmåga hos Gråsuggan.

## Mottagande
Spelet har valts in av Mensa till Mensa Select.

## Tävlingsspelande
Det har hållits fyra officiella internationella tävlingar över internet: 2007 , 2008, 2009 och 2010.